# Воліна
Воліна (пол. Wolina) — село в Польщі, у гміні Нисько Ніжанського повіту Підкарпатського воєводства.
Населення — 419 осіб (2011).
У 1975-1998 роках село належало до Тарнобжезького воєводства.

## Демографія
Демографічна структура станом на 31 березня 2011 року:
|          | Загалом | Допрацездатний вік | Працездатний вік | Постпрацездатний вік |
| -------- | ------- | ------------------ | ---------------- | -------------------- |
| Чоловіки | 209     | 49                 | 139              | 21                   |
| Жінки    | 210     | 40                 | 125              | 45                   |
| Разом    | 419     | 89                 | 264              | 66                   |